# キャサリーン・オルソフスキー
キャサリーン・オルスフスキー（Kathleen Olsovsky、女性、1982年1月3日 - ）は、アメリカ合衆国の元バレーボール選手。
現役時代のポジションはウィングスパイカー。元アメリカ代表。

## 来歴
2000年、南カリフォルニア大学へ進学し、2002年のNCAAバレーボール選手権で優勝を果たした。同年、アメリカ代表に初選出され、翌年のパンアメリカン競技大会で銅メダルを獲得した。
2004年、プエルトリコリーグのLeonas de Ponceに加入し、プロとしてのキャリアをスタートさせる。
その後、ポーランドリーグのSSKカリシア・カリシュに移籍し、2004-05シーズンのポーランドリーグで優勝した。
2007年に再び代表チームに招集され、カナダで開催された北中米選手権で銀メダルを獲得した。
その後はイタリア、ロシア、スペインなどのクラブリーグで活躍し、ビーチバレーの選手としても活躍した。

## 球歴
- 北中米選手権 - 2007年

## 所属クラブ
- 南カリフォルニア大学（2000-2003年）
- Leonas de Ponce（2004年）
- SSKカリシア・カリシュ（2004-2005年）
- Roma Pallavolo（2006-2007年）
- CVテネリフェ（2007-2008年）
- Samorodok Khabarovsk（2009-2010年）
- Gigantes de Carolina（2010年）
- Budowlani Łódź（2010年）